# Six Flags AstroWorld
Koordinaten: 29° 40′ 32″ N, 94° 24′ 27″ W
Six Flags AstroWorld, auch als AstroWorld (1968–1975) bekannt, war ein saisonal betriebener amerikanischer Vergnügungspark in Houston, Texas. Der Park gehörte und wurde von Six Flags betrieben und lag direkt südlich der I-610. Der Park wurde am 1. Juni 1968 eröffnet und ursprünglich als Teil der Astrodomain entwickelt und gebaut, einer Idee des lokalen Philanthropen und ehemaligen Bürgermeisters von Houston, Roy Hofheinz, der beabsichtigte, ihn als Ergänzung zum Astrodome zu schaffen. Die Familie Hofheinz verkaufte AstroWorld 1978 an Six Flags.
Aufgrund sinkender Einnahmen, steigender Immobilienwerte und anderer Probleme, mit denen Six Flags konfrontiert war, schloss das Unternehmen AstroWorld nach dem letzten Betriebstag am 30. Oktober 2005, der letzten Nacht des Fright Fest, endgültig. Viele Fahrgeschäfte wurden bei einer Auktion verkauft oder an andere Six Flags-Standorte verlegt, und der Abriss der verbleibenden Strukturen war bis Mitte 2006 abgeschlossen.

## Geschichte

### Planung und Konstruktion
Richter Roy Hofheinz, Mitbesitzer der Houston Astros und treibende Kraft hinter dem Bau des Astrodome, gründete nach dessen Eröffnung 1965 die Holdinggesellschaft „Astrodomain“. Diese besaß 47 ha in Süd-Houston rund um den Astrodome. Hofheinz entwickelte die Astrodomain weiter und schuf AstroWorld (1968), die Astrohall (Messezentrum) und vier Hotels mit 5.600 Betten. Am 16. September 1967 kündigte er an, dass 23 ha für den Vergnügungspark „AstroWorld“ entwickelt würden, entworfen von Randall Duell und Associates mit einem Investment von 25 Millionen Dollar. Der Park erhielt seinen Namen als Hommage an das Johnson Space Center.
Ed Henderson, ein Disney-Animator, baute ein Modell des Parks, das 1967 als Vorschau diente und später in Hofheinz’ Astrodome-Suite stand. Nach der Schließung 2005 wurde das Modell zerlegt aufgefunden, 2010 ausgestellt und 2011 der Houston Public Library geschenkt.

### Hofheinz Familie
Die Familie Hofheinz – Roy und seine drei Kinder (Roy Jr., Fred und Dene) – besaß den Park gemeinsam. AstroWorld eröffnete am 1. Juni 1968 südlich des Astrodome als Teil eines Unterhaltungskomplexes. 50.000 Gäste besuchten das Eröffnungswochenende, Eintrittspreise betrugen 4,50 $ für Erwachsene und 3,50 $ für Kinder. Stan McIlvaine, zuvor bei Six Flags Over Texas, war der erste Generalmanager.
1970 erlitt Hofheinz einen Schlaganfall, blieb aber aktiv. 1972 wurde ein 38-Millionen-Dollar-Finanzierungsprogramm mit Gläubigern wie General Electric Credit Corp., Ford Motor Credit Co. und HNC Realty gestartet. 1974 übernahmen diese Gläubiger die Kontrolle über Astrodomain. 1976 verkaufte Astrodomain die Hotels an Servico Inc., und kurz darauf liquidierte Hofheinz seinen Anteil am Unternehmen.

### Six Flags
Six Flags pachtete AstroWorld 1975 für 20 Jahre und kaufte es 1978 vollständig. 1976 wurde die Hochgeschwindigkeits-Achterbahn Texas Cyclone eingeführt, 1977 als weltbeste Achterbahn ausgezeichnet. 1978 kam Greezed Lightnin', eine schnelle Looping-Achterbahn, hinzu. 1984 endete Marvel McFeys Zeit als Maskottchen, als Six Flags die Looney-Tunes-Lizenz übernahm und Bugs Bunny einführte.
Six Flags wechselte mehrfach den Besitzer: 1982 an Bally Manufacturing, 1987 an Wesray Corporation, 1990 teilweise und 1993 vollständig an Time Warner. In den ersten 20 Jahren besuchten über 30 Millionen Gäste AstroWorld, trotz Konkurrenz wie Busch Gardens oder SeaArama Marineworld. In den 1990er Jahren kamen DC Comics-Charaktere hinzu, z. B. bei Batman: The Escape (1993). 1998 übernahm Premier Parks, geleitet von Kieran Burke, Six Flags. Premier hatte zuvor mit Gary Story Frontier City in Oklahoma erfolgreich saniert.

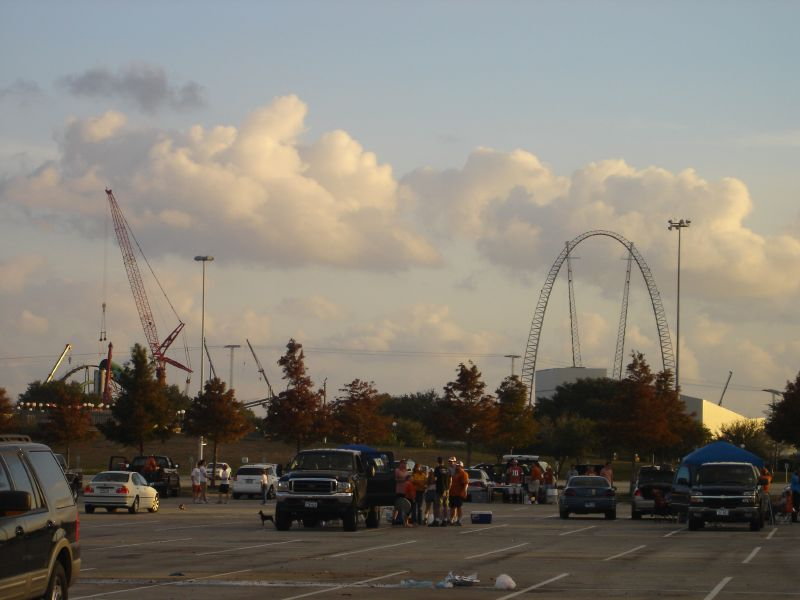
Abriss im Jahr 2005

### Schließung und Abriss
Six Flags übernahm AstroWorld 1998 als Teil eines großen Kaufprogramms von Premier Parks, doch das Unternehmen schrieb fünf Jahre lang Verluste, mit 122 Millionen Dollar Verlust im ersten Halbjahr 2003. Im August 2005 kündigte Six Flags den Verkauf seiner Parks an, und am 12. September 2005 wurde die Schließung von AstroWorld zum Saisonende beschlossen, begründet mit sinkender Besucherzahl, steigendem Immobilienwert und Parkkonflikten mit Reliant Stadium. Der Park schloss am 30. Oktober 2005, und die meisten Attraktionen wurden 2006 versteigert.
Der Abriss begann im Dezember 2005 und kostete 20 Millionen Dollar. Six Flags erwartete 150 Millionen Dollar für das Land, erhielt aber nur 77 Millionen Dollar bei einem Verkauf 2006 an Angel/McIver Interests. Das 104 Acres (42 ha) große Gelände blieb 2009 unbewirtschaftet und wurde als „SouthPoint“ vermarktet. Die Huston Livestock Show and Rodeo (HLSR) besitzt 102 Acres (41 ha), nutzt Teile für Parkplätze und den erhaltenen Fußgängerübergang, während andere Bereiche unentwickelt sind.

## Attraktionen

### Achterbahnen
| Name              | Typ                               | Hersteller                    | Eröffnung | Schließung       |
| ----------------- | --------------------------------- | ----------------------------- | --------- | ---------------- |
| Batman The Escape | Stand-Up Coaster                  | Intamin                       | 1993      | 2005             |
| Excalibur         | Minenachterbahn                   | Arrow Dynamics                | 1972      | 1998             |
| Greezed Lightnin' | Shuttle Coaster, Launched Coaster | Schwarzkopf                   | 1978      | 2005             |
| Mayan Mindbender  | Dunkelachterbahn                  | Vekoma                        | 1995      | 2005             |
| Serial Thriller   | Inverted Coaster                  | Vekoma                        | 1999      | 2005             |
| Serpent           | Familienachterbahn                | Arrow Dynamics                | 1969      | 2005             |
| Swamp Buggy       | Stahlachterbahn ohne Inversionen  | Chance Rides                  | 1970      | 1972 oder später |
| Texas Cyclone     | Holzachterbahn                    | Frontier Construction Company | 1976      | 2005             |
| Texas Tornado     | Stahlachterbahn mit Inversionen   | Schwarzkopf                   | 1998      | 2000             |
| Ultra Twister     | Pipeline Coaster                  | Togo                          | 1990      | 2005             |
| Viper             | Stahlachterbahn mit Inversion     | Schwarzkopf                   | 1989      | 2005             |
| XLR-8             | Suspended Coaster                 | Arrow Dynamics                | 1984      | 2005             |